# NGC 2523
NGC 2523 je galaksija u zviježđu Žirafi.

## Vanjske poveznice
- SEDS: NGC 2523